# Shenzhen Bay Sports Center
Shenzhen Bay Sports Center (vereinfachtes Chinesisch: 深圳 湾 体育 中心) ist ein Mehrzweckstadion in Shenzhen in der Volksrepublik China. Es wird hauptsächlich für Tischtennis-, Schwimm- und Fußballwettbewerbe verwendet. Das Stadion ist bekannt für die Ausrichtung der Eröffnungszeremonie und zahlreicher Wettbewerbe der Sommeruniversiade 2011. Das Stadion hat eine Kapazität von 20.000 Zuschauern und die Arena verfügt über weitere 13.000 Zuschauer. Hier werden auch regelmäßig Konzerte veranstaltet.

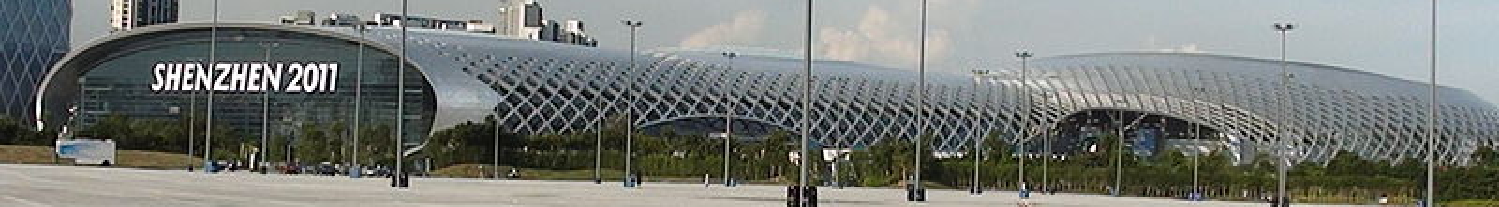
Panorama des Sportkomplex

Der internationale Designwettbewerb für das Gebäude fand Anfang 2008 statt; die Vorbereitungsarbeiten begannen bereits im November desselben Jahres. Der Grundstein wurde im Februar 2009 gelegt. Das  Mitte 2011 fertiggestellte Gebäude besteht aus drei Arenen, einem Swimmingpool, einer Innenarena und einem Mehrzweckstadion, die durch eine große perforierte Außenhaut aus Stahl miteinander verbunden sind. Teil des Komplexes ist auch ein 30-stöckiger Büroturm.
Das Stadion ist nur wenige Gehminuten von dem Shenzhen-Metro-Systems entfernt und liegt in der Nähe des zentralen Geschäftsdistrikts Nanshan.